# Mario Farci
Mario Farci (Quartu Sant'Elena, 9 maggio 1967) è un vescovo cattolico italiano, dal 30 novembre 2024 vescovo di Iglesias.

## Biografia
È nato a Quartu Sant'Elena, in provincia e arcidiocesi di Cagliari, il 9 maggio 1967.

### Ministero sacerdotale
Il 7 dicembre 1991 è stato ordinato presbitero, nella basilica di Sant'Elena Imperatrice a Quartu Sant'Elena.
Dopo l'ordinazione ha ricoperto, dal 1992 al 1999, l'incarico di vicario parrocchiale della parrocchia del Santissimo Crocifisso a Cagliari, mentre dal 1996 al 1998 è stato direttore spirituale presso il seminario arcivescovile. A partire dal 1999 è stato cappellano della casa di cura "Sant'Antonio" a Cagliari e, presso la curia arcivescovile cagliaritana, direttore dell'ufficio per il diaconato permanente e dei ministeri istituiti e dell'ufficio per l'ecumenismo e il dialogo, fino al 2022. Ha ricoperto, inoltre, i ruoli di membro del consiglio presbiterale, dal 2012, e referente diocesano del cammino sinodale in Italia, dal 2021.
Al contempo ha svolto numerosi incarichi in ambito accademico: dal 1994 è stato docente presso l'Istituto superiore di scienze religiose di Cagliari mentre, dal 1998, ha insegnato teologia dogmatica alla Pontificia facoltà teologica della Sardegna, della quale, nel settembre 2022, è stato nominato preside.

### Ministero episcopale
Il 30 novembre 2024 papa Francesco lo ha nominato vescovo di Iglesias; è succeduto a Giovanni Paolo Zedda, precedentemente dimessosi per raggiunti limiti di età. Il 9 febbraio 2025 ha ricevuto l'ordinazione episcopale, nella basilica di Sant'Elena Imperatrice a Quartu Sant'Elena, dall'arcivescovo metropolita di Cagliari Giuseppe Baturi, co-consacranti il cardinale Arrigo Miglio e l'arcivescovo Giuseppe Mani, arcivescovi emeriti di Cagliari, e il vescovo Giovanni Paolo Zedda, vescovo emerito di Iglesias. Il 16 febbraio seguente ha preso possesso canonico della diocesi.
L'11 aprile 2025 è stato eletto segretario della Conferenza episcopale sarda.

## Genealogia episcopale
La genealogia episcopale è:
- Cardinale Scipione Rebiba
- Cardinale Giulio Antonio Santori
- Cardinale Girolamo Bernerio, O.P.
- Arcivescovo Galeazzo Sanvitale
- Cardinale Ludovico Ludovisi
- Cardinale Luigi Caetani
- Cardinale Ulderico Carpegna
- Cardinale Paluzzo Paluzzi Altieri degli Albertoni
- Papa Benedetto XIII
- Papa Benedetto XIV
- Papa Clemente XIII
- Cardinale Marcantonio Colonna
- Cardinale Giacinto Sigismondo Gerdil, B.
- Cardinale Giulio Maria della Somaglia
- Cardinale Carlo Odescalchi, S.I.
- Cardinale Costantino Patrizi Naro
- Cardinale Lucido Maria Parocchi
- Papa Pio X
- Cardinale Gaetano De Lai
- Cardinale Raffaele Carlo Rossi, O.C.D.
- Cardinale Amleto Giovanni Cicognani
- Cardinale Giovanni Benelli
- Cardinale Silvano Piovanelli
- Cardinale Gualtiero Bassetti
- Arcivescovo Giuseppe Baturi
- Vescovo Mario Farci